# (7223) Dolgorukij
(7223) Dolgorukij est un astéroïde de la ceinture principale.

## Description
(7223) Dolgorukij est un astéroïde de la ceinture principale. Il fut découvert le 14 octobre 1982 à Naoutchnyï par Lioudmila Jouravliova et Lioudmila Karatchkina. Il présente une orbite caractérisée par un demi-grand axe de 2,35 UA, une excentricité de 0,18 et une inclinaison de 1,6° par rapport à l'écliptique.

## Compléments